# Aeródromo Laguna de Gómez
El Aeródromo Laguna de Gómez está ubicado a 10 km del centro de Junín, Argentina, junto al parque natural Laguna de Gómez. Allí funciona el Club de Planeadores de Junín, entidad deportiva dedicada al vuelo sin motor.

## Historia
El 10 de abril de 1947 se funda el Club de Planeadores de Junín. Ante la necesidad de disponer de un predio adecuado, las autoridades del club acuden al Intendente y al Concejo Deliberante de Junín. El 23 de abril de 1953 logran tomar posesión del predio que ocupan actualmente, que se convierte en el Aeródromo "Laguna de Gómez" por la proximidad a la misma.

## El campeonato mundial de 1963
En 1963 fue sede del IX Campeonato Mundial de Vuelo a Vela. El torneo se llevó a cabo del 10 al 24 de febrero. Fue el primero que se llevó a cabo fuera de Europa y, hasta ahora, el único realizado en Sudamérica.

## Ubicación
El acceso al Aeródromo Laguna de Gómez se encuentra en el kilómetro 7 del camino al parque natural Laguna de Gómez, frente al Autódromo Eusebio Marcilla. Dicho camino nace hacia el sudoeste en el km 259 de la Ruta Nacional 7.
Waypoint LDG: 34°39′21″ S 61°0′40″ O 
Distancias:
- Centro comercial y administrativo de Junín: 10 km
- Aeropuerto de Junín: 16 km
- Aero Club Junín: 16 km
- Rosario: 215 km
- Buenos Aires: 266 km

## Infraestructura
El Club de Planeadores de Junín posee 3 hangares. El mayor tiene 1.200 metros cuadrados y fue construido en 1973 para satisfacer las necesidades del Campeonato Nacional que se realizó ese año en Junín. Albergó todo el material participante del torneo, aviones de remolque y planeadores desarmados. También posee un hangar de tipo barraca y el parabólico de 20 x 18 metros construido en los inicios de la historia del club.
La torre de control fue construida para el Campeonato Mundial que se realizó en 1963.
Además de las instalaciones para el desarrollo de la actividad deportiva, cuenta con un complejo sanitario, piscina, parrillas, cancha de paddle y un gran espacio arbolado para realizar todo tipo de actividades sociales.
La cercanía del parque natural Laguna de Gómez -apenas unos 1000 metros- y del centro comercial de la ciudad de Junín, distante 10 km, permiten combinar las actividades deportivas con el turismo.

## Campeonatos realizados
El aeródromo fue sede de un campeonato mundial (el primero que se llevó a cabo fuera de Europa y, hasta ahora, el único realizado en Sudamérica), 4 campeonatos nacionales, 4 regionales y un torneo de selección para campeonato mundial.
| Año  | Denominación              |
| ---- | ------------------------- |
| 1955 | Campeonato Regional       |
| 1962 | 12° Campeonato Nacional   |
| 1962 | Torneo Selección Nacional |
| 1963 | 9° Campeonato Mundial     |
| 1973 | 21° Campeonato Nacional   |
| 1974 | Campeonato Regional       |
| 1980 | 28° Campeonato Nacional   |
| 1988 | Campeonato Regional       |
| 1995 | Campeonato Regional       |
| 1997 | 44.º Campeonato Nacional  |